# Egliswil
Egliswil est une commune suisse du canton d'Argovie, située dans le district de Lenzbourg.

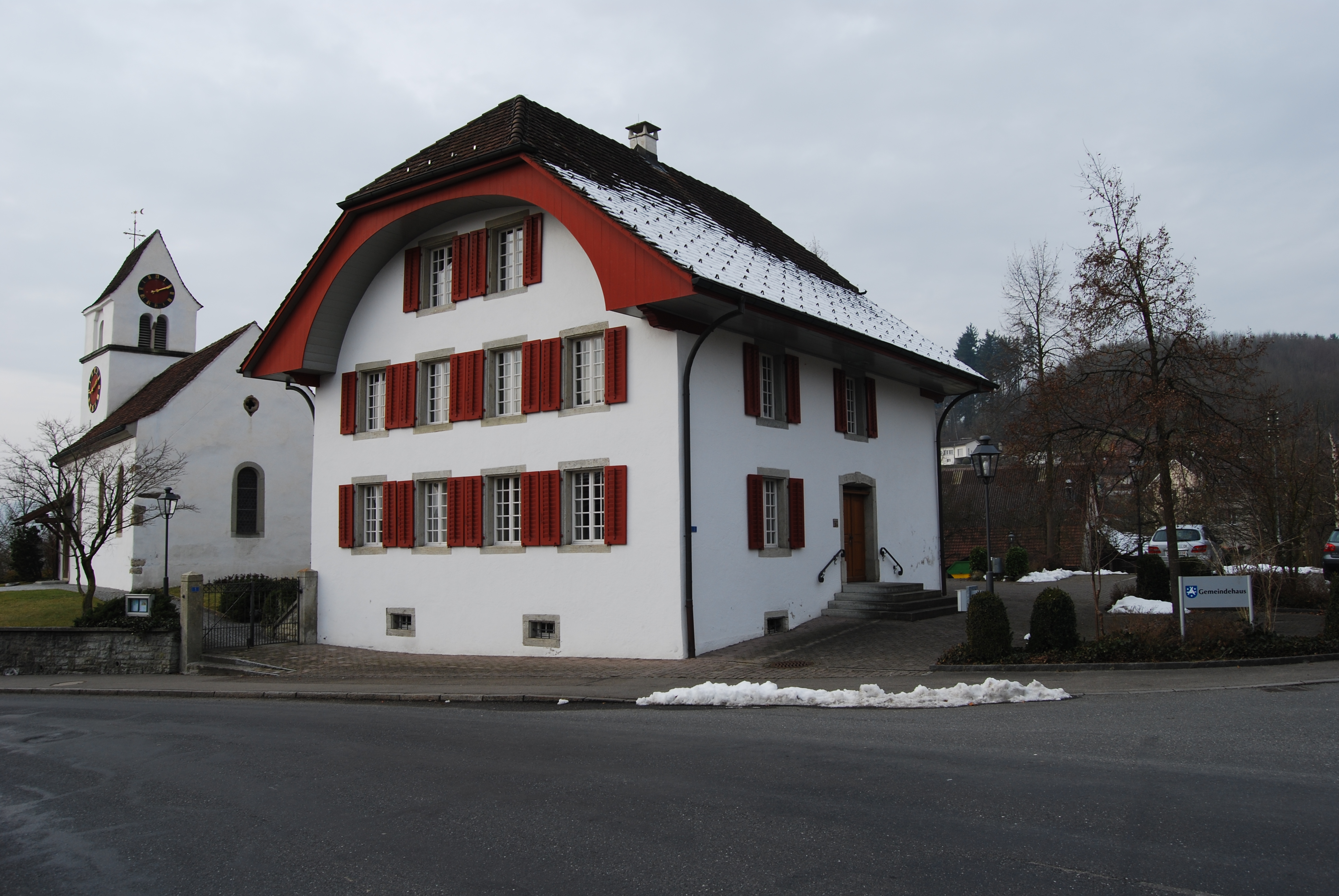
Église et hôtel communal d'Egliswil.

Vue aérienne (1958)